# Cardiosace trimeni
Cardiosace trimeni là một loài bướm đêm trong họ Noctuidae.